# Songarica
Songarica là một chi bướm đêm thuộc họ Geometridae.